# Sepänsaari (ö i Norra Savolax, Nordöstra Savolax, lat 62,80, long 28,90)
Sepänsaari är en ö i Finland. Den ligger i sjön Munajärvi och i kommunen Kaavi i den ekonomiska regionen  Nordöstra Savolax ekonomiska region  och landskapet Norra Savolax, i den sydöstra delen av landet, 400 km nordost om huvudstaden Helsingfors. Öns area är 0,2 hektar och dess största längd är 60 meter i öst-västlig riktning.